# 曾灶財
曾灶財（英語：Tsang Tsou-choi，1921年11月12日—2007年7月15日），真名曾財，自號「中英國皇」、「九龍皇帝」，是香港街頭塗鴉者，塗鴉創作均為用毛筆書寫之漢字。行文講述自己以及家族的過往事蹟，以及「宣示」對九龍的「主權」。他雖然不良於行，然而九龍各區包括觀塘、尖沙咀天星碼頭、坪石邨、翠屏邨等，以至九龍以外的香港島中環和西環等地都可見他的筆跡。
曾氏塗鴉超過50年，筆跡遍及港九各區，且內容異常，讓香港市民留下深刻印象。曾氏的塗鴉作品也曾於2003年威尼斯雙年展展出，是第一位香港人獲展出作品。
2007年7月25日，「九龍皇帝」「駕崩」消息曝光後，香港報章均有大篇幅報道。文化界人士梁文道認為曾「絕對是港人的集體回憶，亦啟發我們重新思考何謂藝術。」街頭藝術家MC仁也表示欣賞曾灶財作品，「把街道當畫布，他是第一個，而很成功。」書法家易斐同意曾灶財作品是香港文化一部分，值得尊重，但被指「難登大雅之堂」。民主派立法會議員李卓人認為曾灶財代表香港基層本土文化。
雖然早前大部份塗鴉已被政府清理掉，曾去世的消息公開後，香港特區政府表示不會清除現時遺留下來的塗鴉作品，並會考慮保存的方法。不過藝評人劉健威批評港府至今仍拒絕肯定曾灶財的藝術地位、未有完善的政策保護曾灶財作品以至遭受破壞。

## 生平

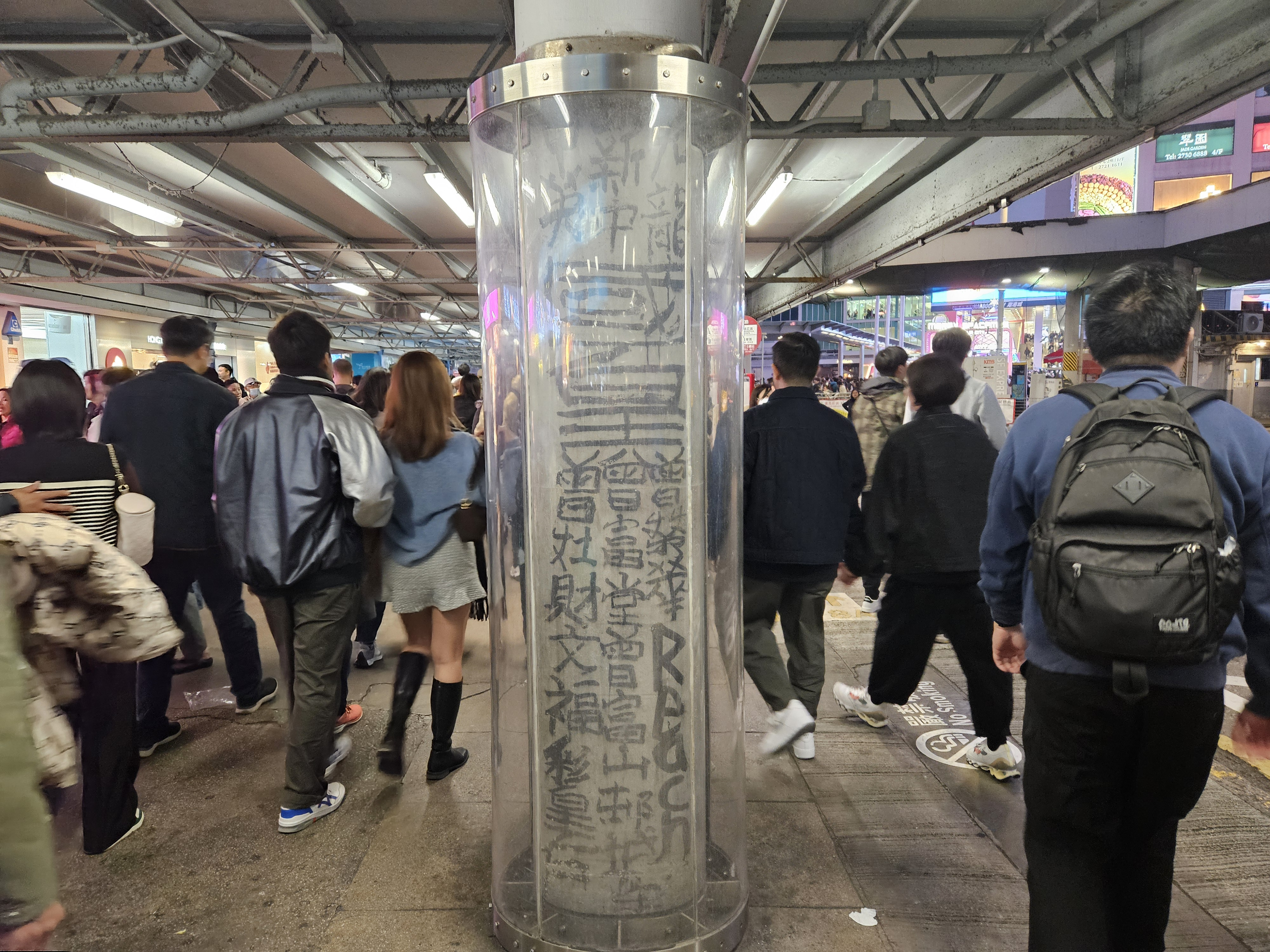
曾灶財於尖沙咀天星碼頭的「墨寶」，政府加上保護設施

曾灶財生於廣東省高要縣蓮塘村，與年幼15歲的妻子文福彩育有4子4女。當中3名子女已去世，大女兒及二女兒分別嫁往英國及荷蘭。曾氏年少時就讀於聖芳濟書院，16歲定居香港投靠舅舅，當建築工地及垃圾站工作時被壓傷腿部，自此要靠柺杖走動。
曾灶財整理祖先遺物時，發現九龍部份土地（九龍城）被割讓給英國之前，曾獲御賜為他祖先的食邑（封地）。香港成為英國屬地後，他們卻不再是九龍的地主。曾氏不滿政府「霸佔」其土地，故開始四處稟狀，經常在家附近塗鴉「宣示主權」。
曾灶財多次因為塗鴉問題與市政人員及警察發生爭執，亦屢遭帶走、檢控，但警方多以警誡或罰款了事。曾妻因為忍受不了其塗鴉習慣，最後捨他而去，留下曾氏領取援助金過活，獨居於觀塘翠屏邨翠樂樓。

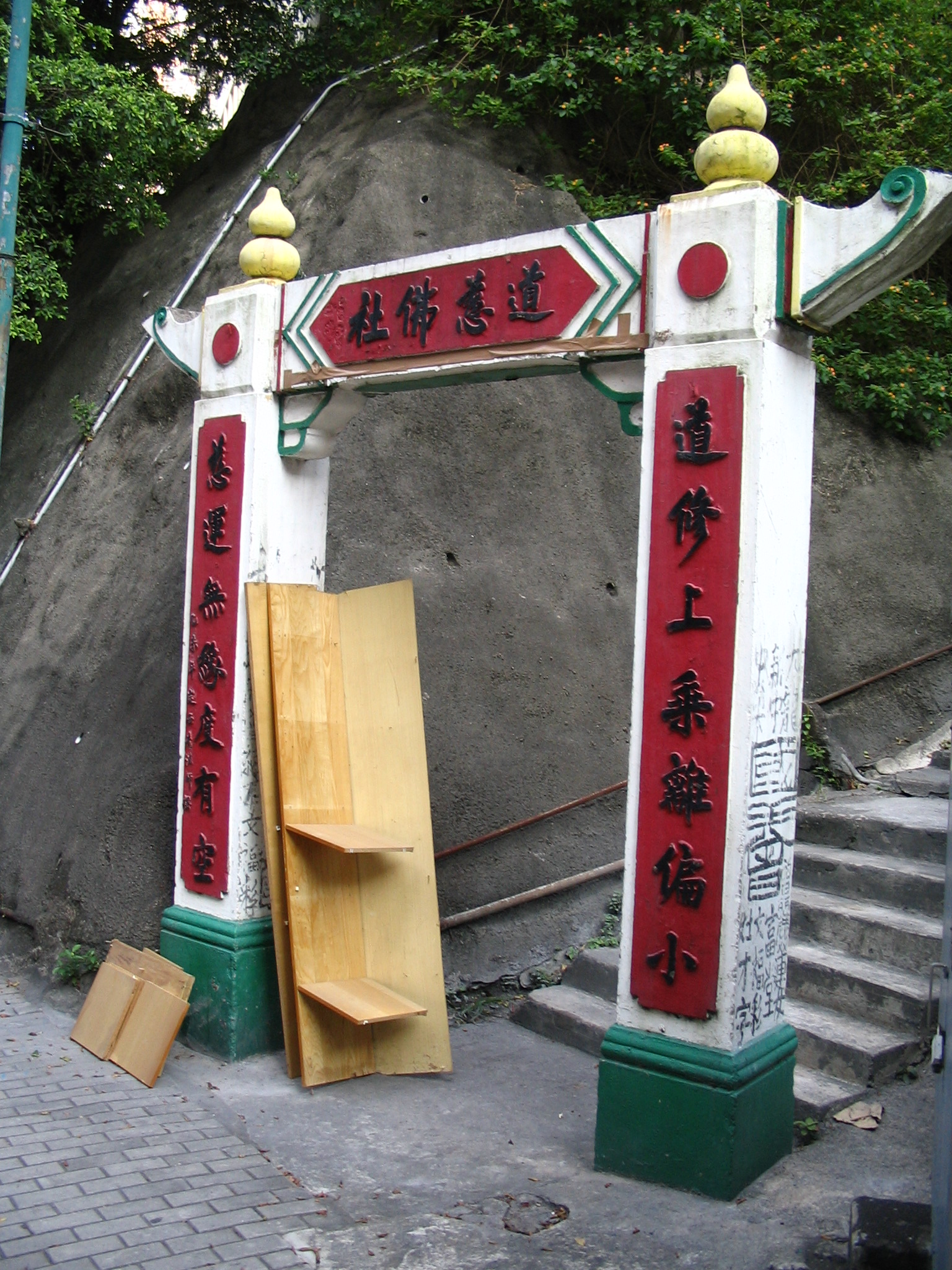
曾灶財「墨寶」(柱子側面的白底黑字部份)，2007年攝於堅尼地城域多利道的道慈佛社，後來被清除

1997年，香港的著名時裝設計師鄧達智採用了曾灶財的塗鴉來設計時裝，引發社會討論曾灶財作品版權問題。鄧達智指他不過是從街上的塗鴉作時裝設計的題材，而這些塗鴉是公共財產，所以並不構成侵權行為。然而，反論指塗鴉原創者仍然在世且身分眾所週知，認為未經原創者同意採納作品屬侵權行為。事後，鄧達智撤回其時裝創作。
曾灶財在2000年拍攝清潔用品藍威寶廣告，獲得少量報酬，社會福利署繼而從曾氏綜援金額扣減廣告酬金。
2003年6月，曾灶財在家裏隔着鐵閘被一名女賊偷錢；他一時稱被偷數百港元、一時稱五萬元，前言不對後語。事後他大發雷霆，大喊：「拉佢入赤柱天牢，斬佢！斬佢個頭！」。警方錄取口供時候，曾灶財在簽署欄大肆揮毫，寫上自己的名字外、又寫上兩名兒子的名字，讓警察人員哭笑不得。
2004年之前曾灶財仍居於翠屏邨；有記者前往他家採訪時，他常會索取小費，但香港記者只會隨意買數個雞尾包或菠蘿包作為「貢品」，偶然也會為他送上一盒叉燒飯。他的居室異常混亂，垃圾及收藏品難以分清。
2004年，曾灶財因腳患復發而入住基督教聯合醫院，後獲友人及社工安排遷出公共房屋，入住秀茂坪一私營安老院。
2004年10月底，他的作品被拿到蘇富比拍賣，金額一半歸曾灶財，另一半用作籌辦藝術展覽；底價1萬元，每口叫價1000元，後因投標激烈而改為每口2000元。最後作品以55,000港元成交，由一名康姓太太投得；記者事後訪問曾灶財，他反問：「是康熙的後人嗎？」
。
2007年7月15日下午，曾灶財因心臟病於九龍醫院病逝，享年86歲（有說聯合醫院）。死訊於23日開始在網上流傳，有網友聲稱其家屬在該護老院工作而得到第一手消息。
曾於8月5日在紅磡世界殯儀館設靈，翌日出殯。

## 墨跡處

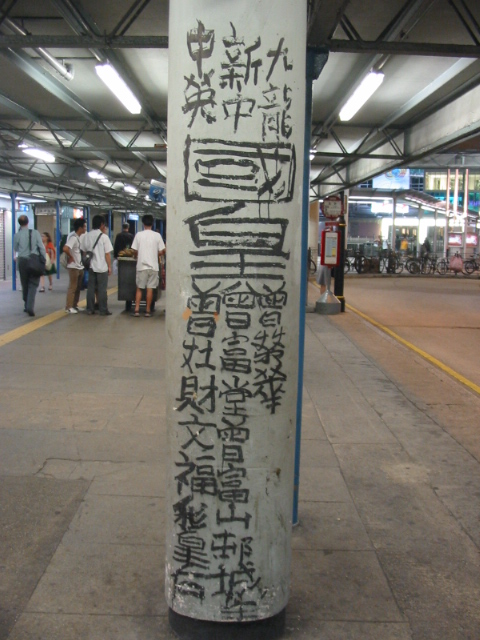
曾灶財於尖沙咀天星碼頭的作品
（2005年）

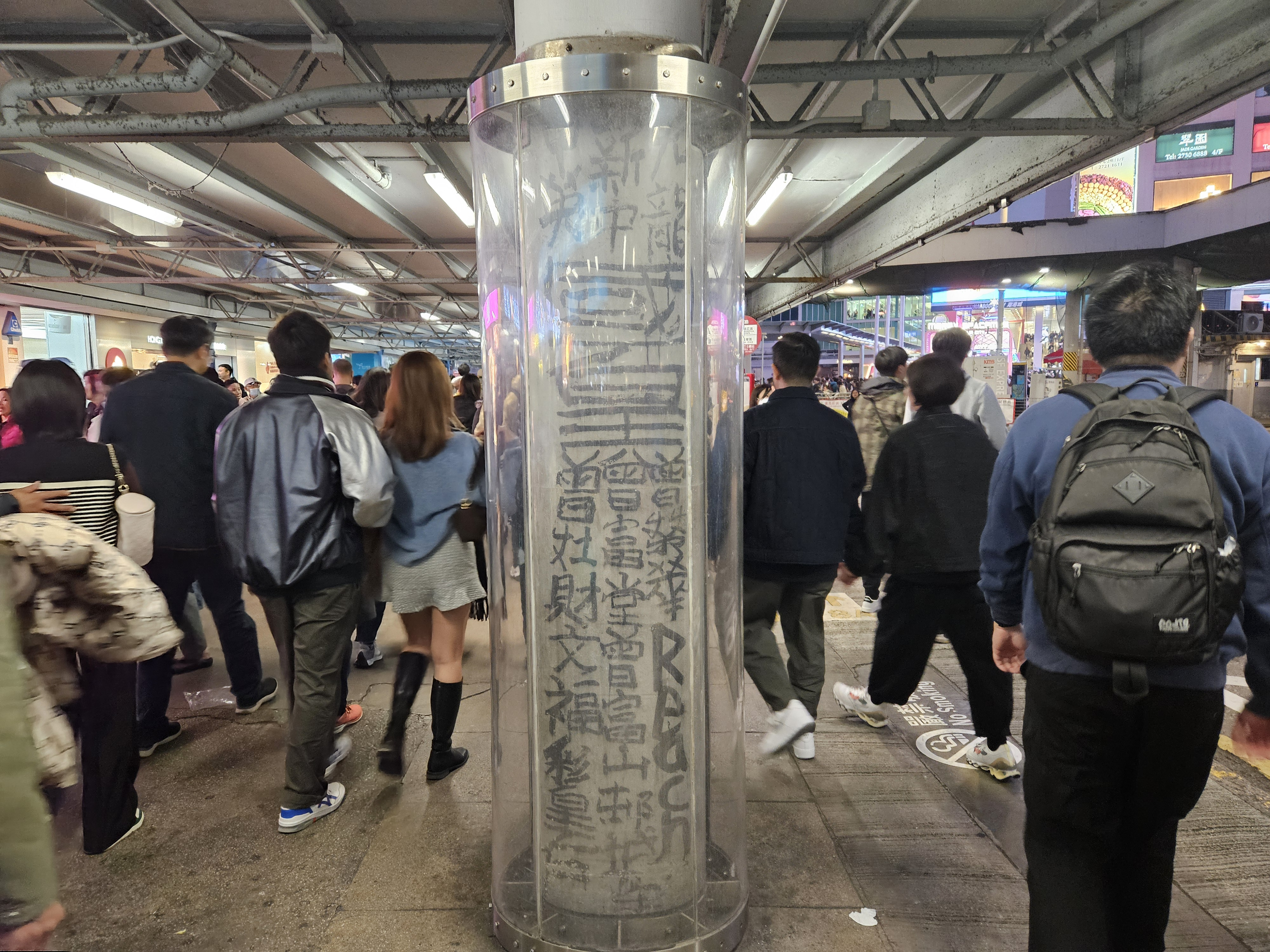
曾灶財於尖沙咀天星碼頭的作品
（2023年）

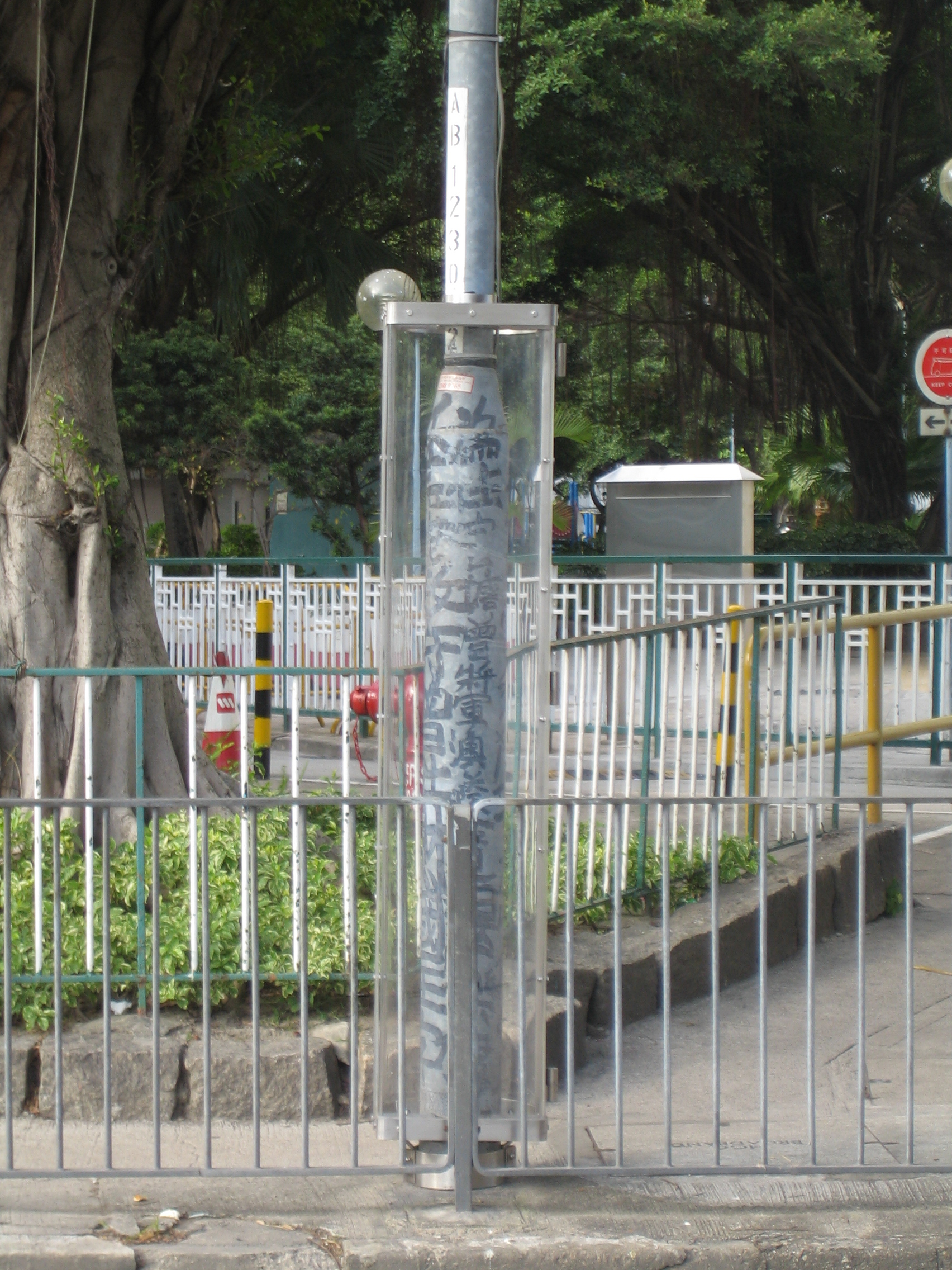
曾灶財於三山國王廟旁的作品（2010年）

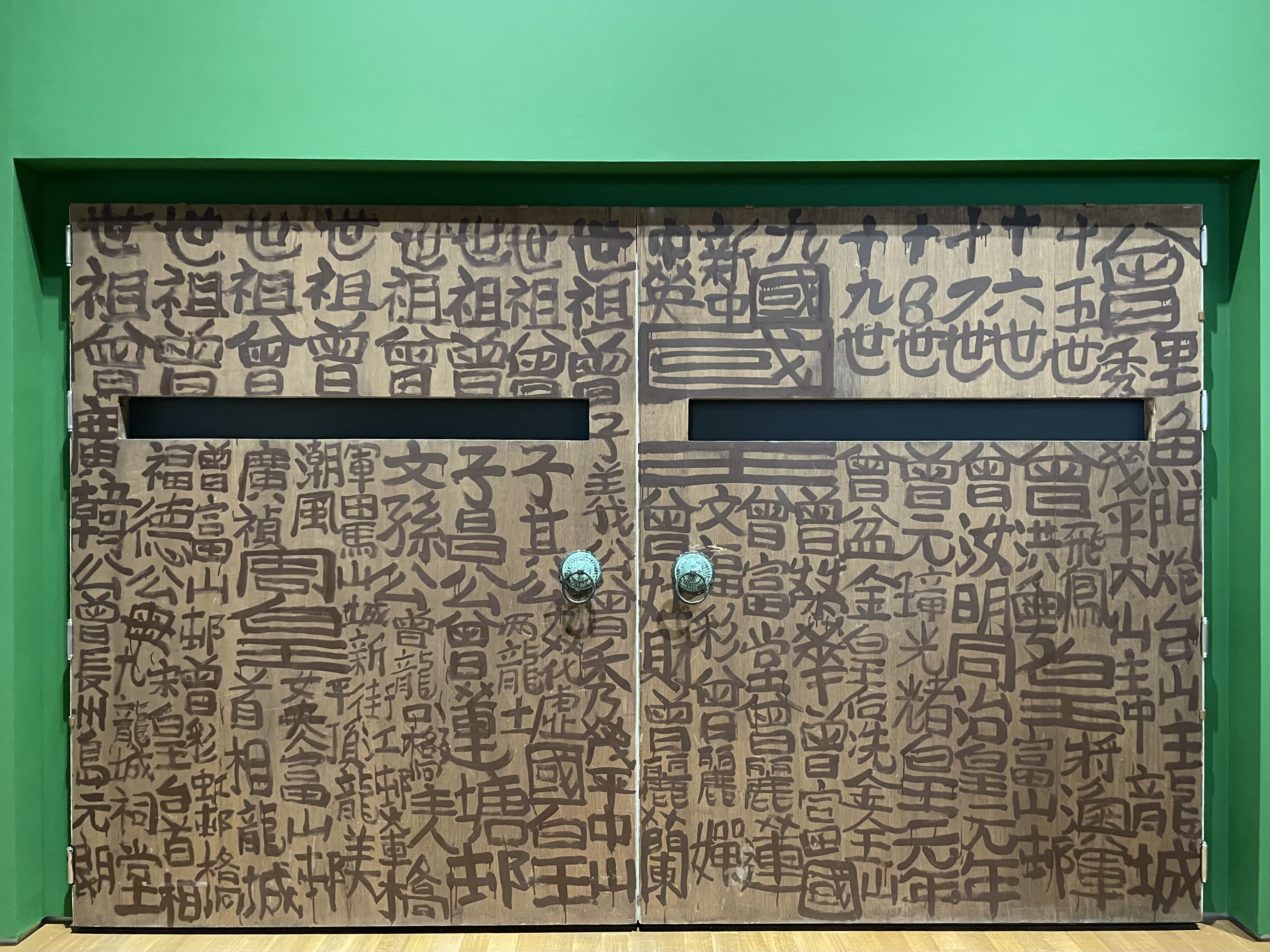
M+ 開幕展「香港：此地彼方」
（2021年）

### 現存墨跡處
- 尖沙咀天星碼頭
- 坪石邨三山國王廟旁燈柱
- 秀茂坪道與順安道交界橋底
- 中環近山頂纜車花園道站橋底[17]
- 觀塘偉發道與茶果嶺道交界之觀塘繞道橋墩[18]（2021年4月22日遭到破壞[19]）
- 旺角花墟公園附近東鐵綫UB7號界限街鐵路橋
- 斧山道及彩虹道交界（觀塘繞道／大老山公路往大老山橋墩）

### 已消失的墨跡處
- 觀塘道近坪石邨電箱（2017年4月25日被修路工人髹上白油）[20]
- 觀塘鯉魚門道近三山國王廟的護土牆旁
- 順天邨往秀明道公園天橋底
- 啟業邨
- 翠屏邨
- 觀塘裕民坊附近
- 上水巴士車廠附近（2017年5月22日被發現被白油遮蓋）

### 博物館館藏
- 西九文化區 M+

## 藝評人批評政府不願保育
雖然曾灶財是香港首名獲邀在威尼斯雙年展展出的藝術家，可是香港政府多年來都沒有重視他的真迹。其中路政署在2021年3月在觀塘麗港公園對開橋墩做油漆翻新工程期間發現曾灶財墨迹，康文署當時表示加設保護罩會令蟲和霉菌滋生。到一個月後，其墨迹遭人以紅漆「打交叉」破壞，路政署亦報警處理。記者事隔一年後再往同一地點觀察，字迹已被白漆掩蓋。而觀塘道近坪石邨一個電箱亦在2017年留有墨迹，康文署當時稱會提醒承辦商不要塗蓋，但最後亦被工人錯手髹上油漆覆蓋。
2022年3月底，有市民發現旺角界限街近花墟公園一道東鐵綫鐵路橋底顯露出曾灶財的字迹，不過康文署和港鐵當時均未有交代會否保育字迹。其後，港鐵委託熟悉曾灶財生平以及藝術作品復修專家研究修復字迹工作，包括嘉禾設計有限公司項目經理劉家鴻及藝術品修復專家談藝坊。在修復過程中，港鐵指專家團隊發現牆上共留存三層曾灶財於不同時期留下的墨蹟，為現存最大幅原址保留的曾灶財墨蹟。經過專家團隊細心考掘後，決定將該處由曾灶財留下的不同時期最清晰的墨蹟向公眾展現。為保護墨蹟，港鐵在橋躉牆身的頂部加裝去水結構，墨蹟的表面亦先後塗上四層專業保護物料。2024年1月，墨蹟修復工程完畢並對外公開展示，港鐵於墨蹟旁邊附有中英文雙語介紹曾灶財生平事蹟的展板。港鐵又在鄰近墨蹟的旺角東站及太子站分別張貼了介紹墨蹟的海報，並附上前往路線，方便市民及遊客參觀墨蹟。

## 相關媒體創作

### 電視劇
曾灶財的瘋癲行為曾多次被香港電視節目採用。1970年代初期，香港無綫電視的單元劇集《畸人列傳》裡，由黃允才飾演的「曾阿財」影射他的瘋癲行為；1980年代初，電視劇《流氓皇帝》以曾灶財的故事為藍本，講述鄭少秋飾演的主角「朱錦春」在離開滿洲國後，流亡香港。其後在一個講述記者及社會工作者的電視節目《無冕天使》（李司棋主演），亦由劉江扮演「曾阿財」的角色影射他。在1998年，劉江也在《樂壇插班生》再次扮演他。至2010年，電視劇《談情說案》其中一個單元的角色「陳有財」（凌禮文飾），也有影射曾灶財的成份。

### 電影
霍耀良執導的2000年電影《九龍皇后》，其海報及宣傳圖設計也使用了曾灶財的塗鴉作品。

2010年电影《飞砂风中转》的街头斗殴镜头中曾出现曾灶財的涂鸦。

### 音樂作品
香港殿堂級搖滾樂隊Beyond的名曲《命運是你家》就是以曾灶財為原型。
樂壇組合軟硬天師的唱片《廣播道Fans殺人事件》亦採用曾灶財的書法作為封面及歌詞本的設計。
香港的士高樂團MP4有一首歌曲名為《九龍皇帝》，於2001年收錄於同名專輯。
2008年，香港唱作人林一峰出版《城市旅人》專輯，第一首歌《塗城記》就是講述曾灶財生平的作品。

### 舞台劇
2002年香港的一套以香港政局為題材的舞台劇《東宮西宮》的主角亦以“曾灶財”來命名。

### 其他
2005年，世界潮流時事雜誌《COLORS》第65期以曾灶財塗鴉作品照片，作為該期講述言論自由的封面。
不少香港電子及文字媒體評論及創作，更喜以“曾灶財”名字影射曾擔任香港特別行政區財政司司長的曾蔭權。
2017年1月8日舉行的《AXA安盛香港街馬@九龍東》（2017），便是以「九龍街跑皇帝」作主題向他致敬，宣傳品及跑手T恤亦有仿曾灶財字跡的「塗鴉」設計。

### Google 虛擬博物館典藏
- Google 地圖街景－位於尖沙咀天星碼頭的石柱上碩果僅存的墨寶 （页面存档备份，存于）
- 曾灶財王國 （页面存档备份，存于）
- 曾灶財的生活與藝術創作 （页面存档备份，存于）

## 資料資料
1. ↑  原文為：「十九世祖曾盆金」，2018 秋季拍賣 亞洲二十世紀及當代藝術 93 曾灶財 (1921-2007) 曾書(二〇〇 三年作)
2. ↑  腿患難行 皇帝板上揮毫，載香港《明報》，2004年10月31日。報道指他83歲，從而推算出曾氏出生於1921年。
3. ↑  鍾燕齊; 陶傑. . CUP出版.   [2007-07-25]. ISBN 9789889950460. （原始内容存档于2007-10-08）.
4. 1 2  〈九龍皇帝「駕崩」真迹遺民間〉，載香港《星島日報》，2007年7月26日。
5. 1 2  〈曾灶財遭女賊偷錢　怒喊：「拉佢入天牢斬頭」〉，載香港《明報》，2003年6月19日
6. ↑  . 《蘋果日報》. 2010-01-14  [2010-11-27]. （原始内容存档于2015-12-22）.
7. 1 2  東方日報：「九龍皇帝」駕崩[永久]，2007年7月26日。
8. 1 2 3  第65期《COLORS （页面存档备份，存于）》，2005年。
9. 1 2 3  陳沛敏、蔡朗清：〈街頭文化藝術家　曾灶財心臟病發　九龍皇帝駕崩 （页面存档备份，存于）〉，載香港《蘋果日報》，2007年7月26日。
10. 1 2  曾灶財去世 （页面存档备份，存于），載香港《明報》，2007年7月26日
11. ↑  . 蘋果日報 (香港). 2009-10-07. （原始内容存档于2015-12-22）.
12. 1 2 3 4 5  自封「國皇」 到處揮毫逾40年，載香港《明報》，2007年7月26日。
13. ↑  曾灶財點滴Q&A （页面存档备份，存于），載香港《蘋果日報》，2007年7月26日。
14. ↑  粵語，語譯：「把她抓到赤柱天牢，砍她！砍她的頭！」
15. ↑  九龍皇帝御筆5.5萬成交，載香港《明報》，2004年11月1日。
16. ↑  見「鐵之侍」網誌文章：奠 皇帝駕崩[永久]，《Alpha's Blog》，2007年7月23日。
17. ↑  郭倩雯; 黃桂桂; 鄧栢良. . 香港01. 2019-05-11  [2019-05-12].
18. ↑  . 明報. 2021-03-27  [2021-04-23]. （原始内容存档于2021-03-27）.
19. ↑  . 立場新聞. 2021-04-23  [2021-04-23]. （原始内容存档于2021-04-23）.
20. ↑  周詠雯; 黎梓緯. . 香港01. 2017-04-25  [2021-04-23]. （原始内容存档于2021-04-23）.
21. ↑  . 明報. 2022-04-03  [2022-04-02]. （原始内容存档于2022-04-27）.
22. ↑  . 香港01. 2024-01-14  [2024-04-21].
23. ↑  霍耀良導演（2000年）：《九龍皇后 （页面存档备份，存于）》，寰宇影片出品。
24. ↑  逝者:曾灶财：蓝威宝抹不去的集体回忆[]
25. ↑  見《東宮西宮》條目內的介紹。
26. ↑  梁俊鵬：〈放眼北京 （页面存档备份，存于）〉，載香港《蘋果日報》，2007年3月21日

## 外部連結
- 香港百人--曾灶財 （页面存档备份，存于）
- 曾灶財曾拍的廣告 （页面存档备份，存于）
- 以曾灶財作為題材的歌 （页面存档备份，存于）
- 保護曾灶財書法作品 （页面存档备份，存于）